# Jaime Sunye Neto
Jaime Sunye Neto (ur. 2 maja 1957 w Kurytybie) – brazylijski szachista i działacz szachowy, arcymistrz od 1986 roku.

## Kariera szachowa

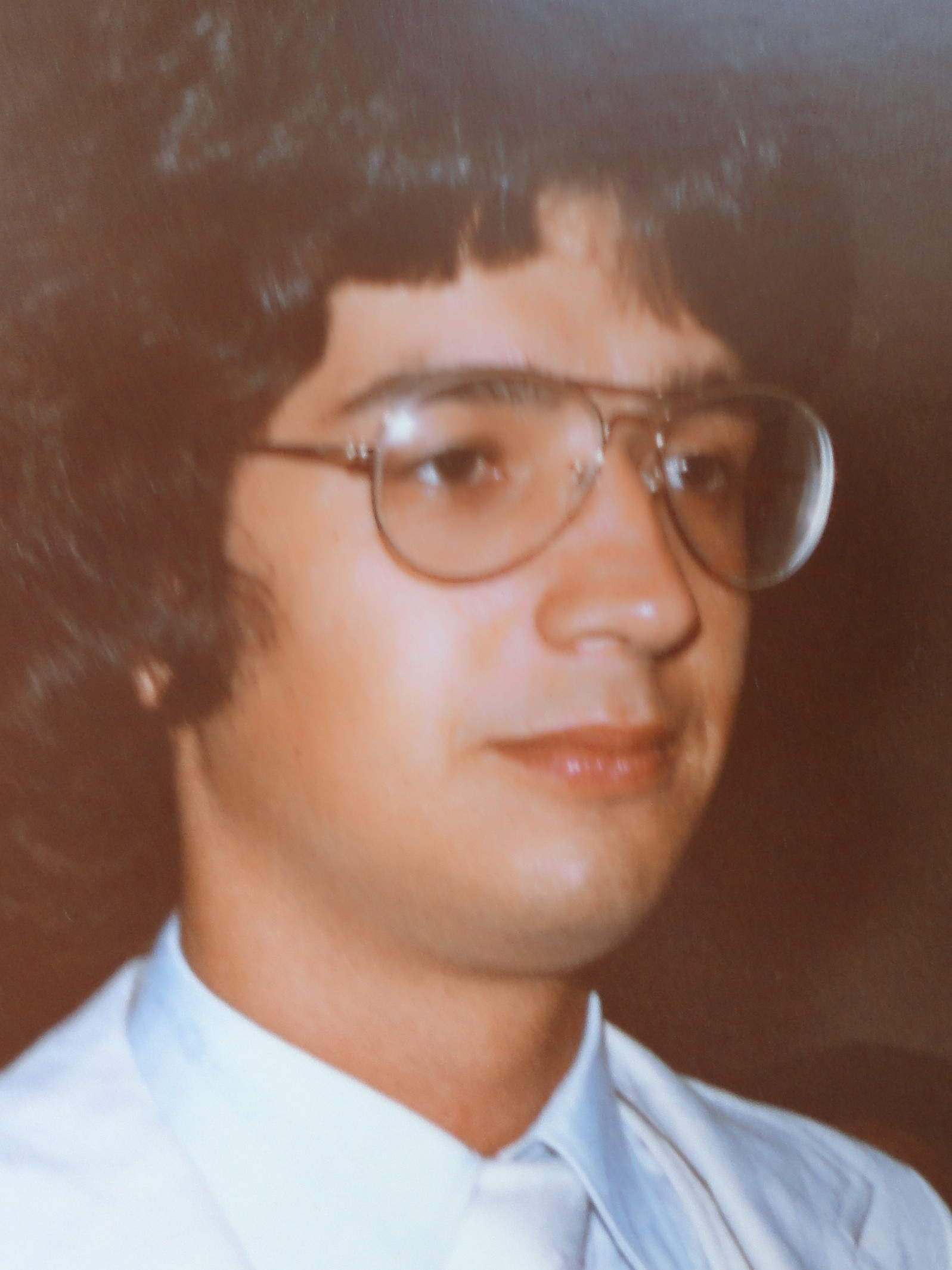
Jaime Sunye Neto,
Rio de Janeiro 1979

Od pierwszych lat 70. znajduje się w czołówce brazylijskich szachistów. Jest siedmiokrotnym indywidualnym mistrzem kraju (1976, 1977, 1979, 1980, 1981, 1982, 1983 - wspólnie z Marcosem Paolozzim), był również srebrnym medalistą (1989). Pomiędzy 1980 a 2006 rokiem dziewięciokrotnie (w tym 4 razy na I szachownicy) reprezentował Brazylię na szachowych olimpiadach, w roku 1992 zdobywając w Manili złoty medal za indywidualny wynik na II szachownicy.
Jeden z największych sukcesów w karierze osiągnął w roku 1979, zajmując V miejsce w rozegranym w Rio de Janeiro turnieju międzystrefowym (eliminacji mistrzostw świata). Do turniejów międzystrefowych zakwalifikował się jeszcze dwukrotnie (Las Palmas 1982 i Manila 1990), ale w żadnym nie powtórzył wyniku z roku 1979. Do innych sukcesów zaliczyć może również zwycięstwa bądź dzielenie I miejsca m.in. w Buenos Aires (1975), Kurytybie (1983), Zenicy (1986), Porto Velho (1988), São Paulo (1989, 1998), Rio de Janeiro (1989, 1999), Guarapuavie (1992) oraz w Linares (1992).
Najwyższy ranking w karierze osiągnął 1 lipca 1999 r., z wynikiem 2558 punktów zajmował wówczas 3. miejsce (za Gilberto Milosem i Rafaelem Leitao) wśród brazylijskich szachistów.
W latach 1988–1992 był prezesem brazylijskiej federacji szachowej, natomiast w roku 1996 wystartował w wyborach na stanowisko prezydenta Międzynarodowej Federacji Szachowej, w finałowym głosowaniu uległ jednak Kirsanowi Iljumżynowowi w stosunku głosów 44–87.